# Et spøkelse forelsker seg
Et spøkelse forelsker seg är en norsk svartvit komedifilm från 1946 i regi av Tancred Ibsen. I rollen som spöket Johannes Vinkelkrogh ses Per Aabel.

## Handling
På godset Krogeby som ägs av familjen Vinkelkrog finns fyra spöken. Johnny Vinkelkrog besöker tant Clementine och han är mycket lik ett av spökena. En serie oförklarliga händelser inträffar därefter.

## Rollista
- Per Aabel – Johnny Vinkelkrogh och Johannes Vinkelkrogh, ett spöke
- Wenche Foss – Irene, alias Barbara Buns
- Guri Stormoen – tant Clementine Vinkelkrogh
- Andreas Aabel – Studenten, ett spöke
- Brita Bigum – Grynet
- Ragna Breda
- Reidar Bøe – festdeltagare
- Ernst Diesen – hotellanställd
- Kari Diesen – hotellanställd
- Egil Hagen – Jens
- Kari Hall – festdeltagare
- Joachim Holst-Jensen – Köpmannen, Johan Ludwig Vinkelkrogh, ett spöke
- Mary Kalstad – festdeltagare
- Esther Bretonnez Marstrander – Vivi
- Jon Lennart Mjøen – Lauritz
- Arvid Nilssen – amiralen
- Arne Thomas Olsen – Fidias, Clementines son
- Georg Richter – Lars
- Folkmann Schaanning – Felix, tjänaren på Krogheby
- Anne-Lise Wang – Tyttebæret
- Carsten Winger – Obertsen, ett spöke

## Om filmen
Et spøkelse forelsker seg regisserades av Tancred Ibsen som även skrev filmens manus tillsammans med Paul Lorck Eidem. Ibsens fru Lillebil Ibsen regisserade filmens repliker. Filmen producerades av bolaget Nordkap-Film A/S med Tancred Ibsen som produktionsledare. Den fotades av Kåre Bergstrøm och klipptes av Tancred Ibsen. Den hade premiär den 7 september 1946 i Norge.
Efter andra världskrigets slut rådde osäkerhet i den norska filmbranschen kring vilken typ av film publiken egentligen ville se. Tancred Ibsen trodde att folk ville ha komedier eftersom de var krigströtta och behövde uppmuntran. Ibsen trodde att filmen skulle bli en stor succé, men i stället kom den att bli ett fiasko. I pressen menade recensenterna att han inte följt med i tiden.

## Musik
- "Når man er litt lykkelig", musik Christian Hartmann, text Inge Schee
- "Klin kokos", musik Jolly Kramer-Johansen
- "Etter karnevallet", musik Jolly Kramer-Johansen
- "Dream in My Arms", musik Jolly Kramer-Johansen, arrangemang Willy Andresen